# Euchirella latirostris
Euchirella latirostris är en kräftdjursart som beskrevs av Farran 1929. Euchirella latirostris ingår i släktet Euchirella och familjen Aetideidae. Inga underarter finns listade i Catalogue of Life.